# Jan Bertil Allan
Jan Bertil Allan est un trompettiste suédois né à Falun, en Suède, le 7 novembre 1934.
Il étudie le piano et la trompette durant son adolescence, avant de jouer avec Lars Gullin, Georg Riedel, Carl Henrik Norin et, plus largement, tout ce que la Scandinavie compte comme leaders et avec maint américains exilés.
Il enregistre de nombreux disques (sous le nom de Jan Allan) où il se montre bopper inspiré.